# Abchazische Autonome Socialistische Sovjetrepubliek
De Abchazische Autonome Socialistische Sovjetrepubliek of Abchazische ASSR was een autonome socialistische sovjetrepubliek (ASSR) in de Georgische Socialistische Sovjetrepubliek van de Sovjet-Unie.

## Geschiedenis
De Abchazische ASSR kwam tot stand in februari 1931, toen de Abchazische Socialistische Sovjetrepubliek in naam verlaagd werd van SSR naar een ASSR. De hernoeming was een stap die voornamelijk bedoeld was om recht te doen aan de al bestaande constitutionele politiek-juridische verhoudingen binnen de Georgische SSR, waarbij Abchazië al sinds 1922 wettelijk gelijkgeschaald was aan de Adzjarische Autonome Socialistische Sovjetrepubliek.
De Abchazische ASSR nam op 2 augustus 1937 haar eigen grondwet aan en had net als alle autonome sovjetrepublieken elf vertegenwoordigers in de Raad van Nationaliteiten van de Opperste Sovjet van de Sovjet-Unie. Met de onafhankelijkheid van Georgië en het uiteenvallen van de Sovjet-Unie in 1991 werd Abchazië een autonome republiek binnen Georgië.